# زنگوله‌بال

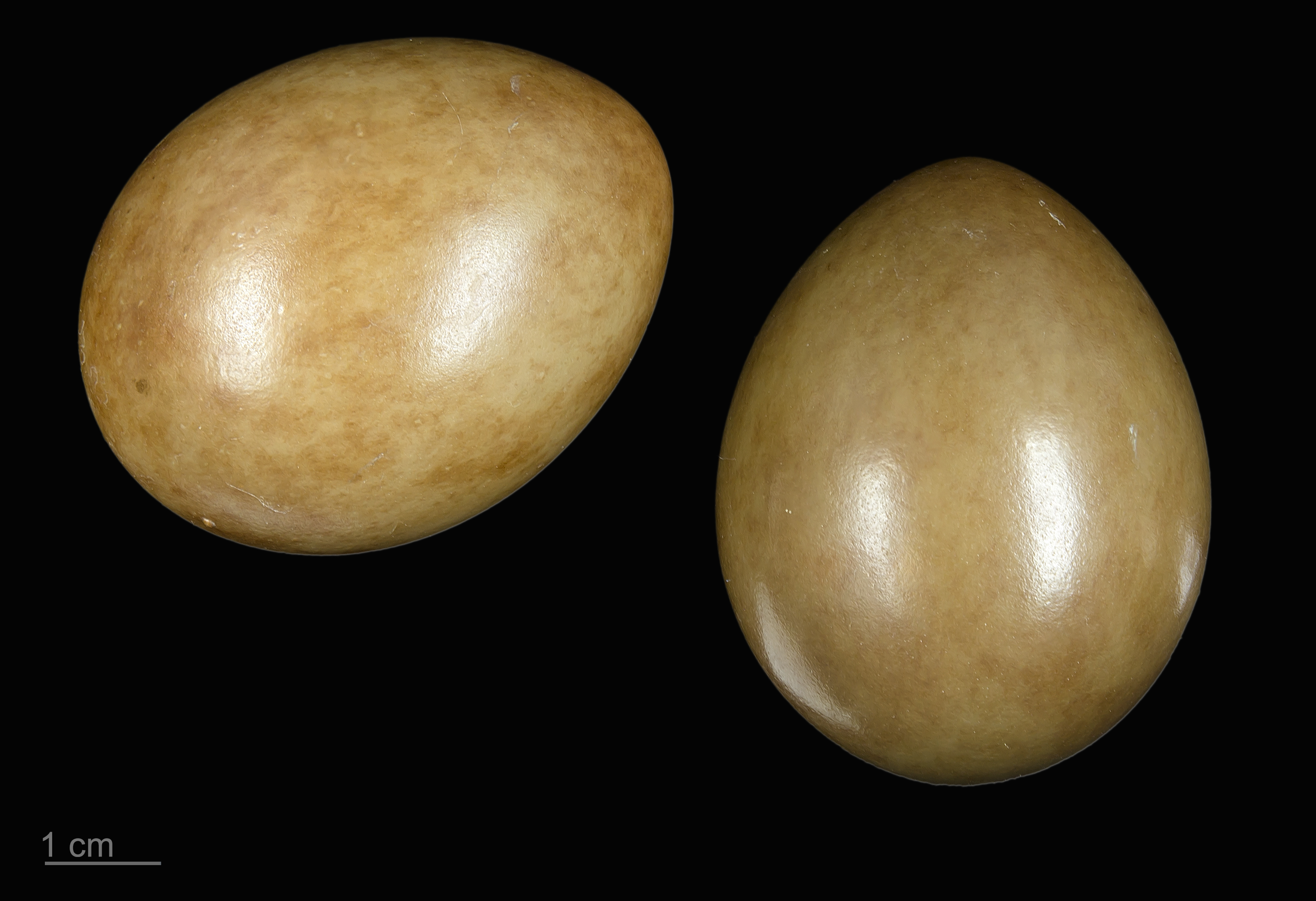
نمونهٔ تخم در موزهٔ تولوز

زنگوله‌بال (نام علمی: Tetrax tetrax) پرنده‌ای بزرگ از خانوادهٔ هوبرگان و تنها گونهٔ پرندگان زنگوله‌بال است. زیستگاه این پرندگان مرکز و جنوب اروپا تا غرب و مرکز آسیا است. پرندگان اروپای جنوبی اغلب ساکن هستند ولی دیگر گروه‌ها در زمستان به سرزمین‌های جنوبی‌تر مهاجرت می‌کنند. جمعیت زنگوله‌بال‌ها به دلیل نابودی محدودهٔ زیستی و تولید مثلی آن‌ها رو به کاهش است و در وضعیت نزدیک به تهدید نسل قرار گرفته‌اند.

## مشخصات
زنگوله‌بال ۴۵ سانتی‌متر طول داشته و گشودگی بال‌هایش به ۹۰ سانتی‌متر می‌رسد. پرهای قسمت بالایی بدن پرندهٔ نر بالغ و آماده به جفت‌گیری قهوه‌ای و پرهای شکمیش سفید رنگ بوده و سری خاکستری با نوار گردنی‌ای سیاه رنگ با حاشیه‌های سفید دارد. پرندهٔ ماده و نر ناآماده برای جفت‌گیری این نقوش گردنی را ندارند و پرهای بخش پایینی بدن پرندگان ماده تیره‌تر از نرهاست. پرندگان نابالغ نیز از نظر ظاهری شبیه به زنگوله‌بال‌های ماده هستند.

## زیستگاه و تغذیه
زنگوله‌بال‌ها به ویژه در زمستان به صورت گروهی زندگی می‌کنند. زیستگاه آنها دشت‌های سرسبز و کشتزارهای دست‌نخورده با پوشش گیاهی بلند و مناسب برای پنهان شدن است. این پرنده کند رو بوده و به هنگام احساس خطر به جای پرواز کردن شروع به دویدن می‌کند.
زنگوله‌بال همه‌چیزخوار است و از دانه‌ها، حشرات، جوندگان و خزندگان تغذیه می‌کند.